# Sundshagsfors
Sundshagsfors är ett hemman i Skillingmarks socken i Eda kommun som ligger i västra Värmland. Vid forsen har det funnits industriell verksamhet under första hälften av 1900-talet.
Hemmanet ligger mellan Askesjön och Tannsjön. På 1300-talet byggdes en kyrka av trä vid sundet mellan Asksjön och Hångstadviken med Klevene som prästgård. Den ersattes av Skillingmarks kyrka som byggdes i Skillingsfors 1689-1690. Ett träsliperi byggdes 1909 av aktiebolaget Sundshagsfors bruk som ägdes av norska intressen. De drev också ett säsongssågverk. Träsliperiet upphörde 1939 och lokalerna togs efter nedläggningen över av en snickerifabrik. Från träsliperiet till Vestmarka station vid Vestmarkabanen i Norge gick en linbana. Sundhagsforsen mellan Tannsjön 166 meter över havet och Askesjön 121 meter över har varit reglerad sedan träsliperiet byggdes 1909. Efter att träsliperiet upphörde 1939 har det funnits kraftverk vid forsen.
Under sin storhetstid i början på 1900-talet bodde här ett par hundra personer men efter att sågverk, pappersmassafabrik och affärer har lagts ned är invånarantalet ett tjugotal[källa behövs]. 

## Källhänvisningar
1. 1 2  ”Industri & Tillverkn. Sundshagsfors Bruk”. Varmland.se. http://www.varmland.se/besoka/sevardheter/industri-tillverkning?page=1. Läst 26 april 2013.[död länk]
2. 1 2  byggnadspresentation
3. ↑  ”Aktiebolaget Sundshagsfors bruk”. Nordisk träindustri. 1921. sid. 414-415. http://books.google.se/books?id=KndOAAAAMAAJ&pg=PA415&lpg=PA415&dq=sundshagsfors+tr%C3%A4sliperi+norska&source=bl&ots=oGj3H4lKQv&sig=Tj2HEKyRQnnqbqrpvOln6SvDmWU&hl=sv&sa=X&ei=nc96UYXjOcnJ0gHUyYDgDw&ved=0CDEQ6AEwAQ#v=onepage&q=sundshagsfors%20tr%C3%A4sliperi%20norska&f=false. Läst 26 april 2013.
4. ↑  ”Vestmarka”. Magnor Torg AS. Arkiverad från originalet den 3 juli 2013. https://archive.is/20130703145617/http://www.magnortorg.no/meny_3_1_02.asp. Läst 26 april 2013.
5. ↑  ”Tannsjön”. Fiskevårdsplan Skillingmarks fvo. Hushållningssällskapet Värmland. sid. 15. http://skillingmark.se/forening/Fiske12/Lokal%20plan%20Skillingmarks%20fvof.doc. Läst 26 april 2013.[död länk]
6. ↑  ”Renovationer Västerbygdens vattendomstol 1919-1960”. Riksarkivet. 1940. https://sok.riksarkivet.se/arkiv/2G0B5OgRrH6d0G02H087k3. Läst 26 april 2013.[död länk]
7. ↑  ”Sundshagsfors”. vattenkraft.info - Info om Svensk vattenkraft. http://vattenkraft.info/?id=1501. Läst 26 april 2013.